# Loxia megaplaga
Loxia megaplaga (лат.) — вид птиц из семейства вьюрковых. Подвидов не выделяют. Эндемик острова Гаити. Единственный клест, который обитает на Карибах.

## Описание
Loxia megaplaga достигает длины 15–16 см и массы около 28 г. Взрослых особей легко отличить по клюву со скрещенными кончиками (направление скрещивания может варьироваться) и двум широким белым полосам на черноватых крыльях. Взрослые самцы тускло-коричневые с красноватым или красновато-оранжевым налётом, наиболее выраженным на затылке, верхней части спины и верхней части груди. Клюв от серого до чёрного цвета, светлее у основания. Радужная оболочка от тёмно-коричневой до чёрной. Ноги и пальцы розовые, с сероватыми когтями. Взрослые самки также тускло-коричневые с тонкими коричневыми полосами на груди, жёлтым налётом на верхней части груди и жёлтым надхвостьем. Оперение молоди похоже на оперение самки, но в целом более коричневое, с более выраженными полосами на груди.

## Вокализация
Песня представляет собой высокий, выразительный, часто повторяющийся звук «chu-chu-chu-chu». В брачный период птицы также издают тихую свистящую трель. Контактная позывка в сезон размножения между партнёрами описана как «chit-chit». Птенцы в гнезде, выпрашивающие корм, издают одиночный «chit». Самцы поют возле гнезда, пока самка строит гнездо, но их песня низкая и тихая. Оба партнёра издают тихие звуки «chit-chit, chit-chit»  вблизи гнезда и на нём.